# Josselin
Josselin é uma comuna francesa na região administrativa da Bretanha, no departamento Morbihan. Estende-se por uma área de 4,48 km². Em 2010 a comuna tinha 2 592 habitantes (densidade: 578,6 hab./km²).